# 百済王全福
百済王 全福（くだらのこにきし ぜんふく）は、奈良時代の貴族。摂津亮・百済王郎虞の子。官位は正五位下・尾張守。

## 経歴
天平12年（740年）2月に聖武天皇の難波宮行幸において百済王の一族が風俗楽を演奏したことに対する功で百済王慈敬と共に叙位を受け、全福は従五位下に叙爵。さらに同年11月に陪従の文武官らに対して叙位が行われた際、従五位上に昇叙されている。天平16年（744年）2月に聖武天皇が安曇江（現在の大阪市北区野崎町近辺）に行幸した際にも百済楽を奏して、再び百済王慈敬と共に叙位を受け、全福は正五位下に昇叙された。
同年9月に畿内と七道に対して巡察使が派遣された際、全福は山陰道巡察使となり、翌天平17年（745年）尾張守に任ぜられるなど、聖武朝後半は地方行政に携わっている。

## 官歴
『続日本紀』による。
- 時期不詳：正六位上
- 天平12年（740年） 2月19日：従五位下。11月21日：従五位上
- 天平16年（744年） 2月22日：正五位下。9月15日：山陰道巡察使
- 天平17年（745年） 9月4日：尾張守

## 系譜
- 父：百済王郎虞[1]
- 母：不詳
- 妻：不詳
  - 男子：百済王仁貞[1]